# Joyce Lobato
Joyce Campos Lobato (Nova Iorque, 24 de fevereiro de 1930 – Americana, 28 de janeiro de 2024) foi neta de Monteiro Lobato, conhecida por ser a inspiração do Sítio do Picapau Amarelo.

## Biografia
Monteiro Lobato havia sido nomeado adido comercial, e mudou-se com sua família para Nova Iorque em 1927. Lá, Martha, a filha mais velha de Lobato, casou-se com o desenhista publicitário Jurandyr Ubirajara Campos. Joyce nasceu em 24 de fevereiro de 1930, e dez meses depois, a família retornou ao Brasil devido à Revolução de 32.
Joyce morou em proximidade com o avô até 1948, quando faleceu. Ela era conhecida por ser uma criança levada, e Lobato afirmava ter um Saci no escritório quando Joyce estava brincando no local. Ela colaborava com ideias para as histórias de Lobato, como a Reforma da Natureza.
Formou-se em arquitetura na Universidade Presbiteriana Mackenzie e em 1958 casou-se com o engenheiro e imigrante polonês Jorge Kornbluh, com quem teve uma filha, Cleo. Joyce viveu um ano na França devido ao trabalho de seu marido.
Após 1977, quando sua mãe faleceu, Kornbluh tornou-se o representante oficial do legado de Monteiro Lobato. Joyce participou ativamente no processo de produção da série infantil Sítio do Picapau Amarelo, da TV Globo.
Faleceu em 28 de janeiro de 2024, em Americana, apesar do G1 ter notificado que a morte teria sido no dia 26. Foi enterrada no dia 29, em Limeira. A cidade de Taubaté declarou luto de três dias após sua morte. O SBT, que havia recentemente firmado parceria com a família para a criação de uma série infantil, também lamentou sua morte.